# Micromonomma colasi
Micromonomma colasi es una especie de coleóptero de la familia Monommatidae.

## Distribución geográfica
Habita en Sudamérica.